# Vaugondry
Vaugondry est une localité et une ancienne commune suisse du canton de Vaud, située dans le district du Jura-Nord vaudois.

## Fusion de communes
Au 1er juillet 2011, Vaugondry a fusionné avec les communes de Fontanezier, Romairon et Villars-Burquin  pour former la nouvelle commune de Tévenon.